# 柳沢勲
柳沢 勲（やなぎさわ いさお、1917年5月26日 - 2003年12月21日）は、日本の政治家。長野県篠ノ井市長。長野県議会議員（8期、自由民主党）。

## 来歴
長野県更級郡栄村（現長野市）出身、旧制屋代中学を経て、昭和13年（1938年）中央大学専門部法科中途退学。同23年（1948年）篠ノ井町役場収入役、同29年（1954年）助役、同33年（1958年）町長を歴任し、同34年（1959年）市制施行に伴い篠ノ井市長となる。
在任中は長野市等との2市6町村合併を推進し、昭和41年（1966年）退任、翌年（1967年）から長野県議会議員（自由民主党）、同63年（1988年）議長。平成11年（1999年）政界を引退した。その他、長野市有線放送電話共設協会会長、北信有線電話協議会長などを歴任した。

## 栄典
- 昭和52年（1977年） - 藍綬褒章
- 平成11年（1999年） - 勲三等瑞宝章